# Résultats des ministres lors des élections législatives françaises de 2012
Cette page regroupe les résultats des ministres lors des élections législatives françaises de 2012.

## Contexte
Le 16 mai 2012, François Hollande et Jean-Marc Ayrault composent un gouvernement de 34 membres. Le Premier ministre annonce que tous les ministres candidats aux élections législatives devront l'emporter s'ils veulent conserver leur poste ministériel.
Le 17 mai, la ministre des Droits des femmes, Najat Vallaud-Belkacem, renonce à se présenter dans la 4e circonscription du Rhône, pour « mieux assumer cet engagement sans délai et cette implication sans partage », en parlant de son ministère. L'UMP dénonce un « manque de courage » de la part de la ministre. Députée de la Guyane depuis 1993, la Garde des Sceaux Christiane Taubira annonce le 18 mai, qu'elle ne se présente également pas.
En plus du Premier ministre Jean-Marc Ayrault, 24 ministres sont candidats. 

### Ministres non candidats
Les dix ministres qui ne se présentent pas sont :
- Vincent Peillon, ministre de l'Éducation nationale ;
- Christiane Taubira, Garde des Sceaux, ministre de la Justice ;
- Nicole Bricq, ministre de l'Écologie, du Développement durable et de l'Énergie ;
- Arnaud Montebourg, ministre du Redressement productif ;
- Jean-Yves Le Drian, ministre de la Défense ;
- Najat Vallaud-Belkacem, ministre des Droits des femmes, porte-parole du gouvernement ;
- Dominique Bertinotti, ministre déléguée à la Famille ;
- Pascal Canfin, ministre délégué au Développement ;
- Yamina Benguigui, ministre déléguée aux Français de l'étranger et à la Francophonie ;
- Fleur Pellerin, ministre déléguée aux Petites et Moyennes entreprises, à l'Innovation et à l'Économie numérique.

## Résultats

### Premier tour
À l'issue du vote du 10 juin 2012, six ministres sont élus dès le premier tour (Jean-Marc Ayrault, Laurent Fabius, Delphine Batho, Victorin Lurel, Bernard Cazeneuve et Frédéric Cuvillier). Le ministre obtenant le meilleur résultat est Victorin Lurel, avec 67,23 % des voix,.
Aucun des autres candidats n'est éliminé.

### Second tour
Le 2e tour le 17 juin 2012, voit l'Assemblée nationale basculer à Gauche, le Parti socialiste  obtient la majorité absolue. L'ensemble des ministres ont été élus.

## Tableau détaillé
| Fonction ministérielle                                                                  | Nom                         | Circonscription | Résultats | Résultats | Statut                        | Statut   |
| Fonction ministérielle                                                                  | Nom                         | Circonscription | 1er tour  | 2d tour   | Statut                        | Statut   |
| --------------------------------------------------------------------------------------- | --------------------------- | --- | --------- | --------- | ----------------------------- | -------- |
| Premier ministre                                                                        | Jean-Marc Ayrault (PS)      | Troisième circonscription de la Loire-Atlantique Député depuis 1988.                                                                                                 | 56,21 %   |           | Élu au 1er tour               | [ r 1 ]  |
| Ministre des Affaires étrangères                                                        | Laurent Fabius (PS)         | Quatrième circonscription de la Seine-Maritime Député depuis 1978.                                                                                                   | 52,81 %   |           | Élu au 1er tour               | [ r 2 ]  |
| Ministre de l'Économie, des Finances et du Commerce extérieur                           | Pierre Moscovici (PS)       | Quatrième circonscription du Doubs Élu député en 1997, puis à partir de 2007.                                                                                        | 40,81 %   | 49,32 %   | Élu au 2d tour (Triangulaire) | [ r 3 ]  |
| Ministre des Affaires sociales et de la Santé                                           | Marisol Touraine (PS)       | Troisième circonscription d'Indre-et-Loire Députée de 1997 à 2002, puis à partir de 2007.                                                                            | 44,76 %   | 60,21 %   | Élue au 2d tour               | [ r 4 ]  |
| Ministre de l'Égalité des territoires et du Logement                                    | Cécile Duflot (EELV)        | Sixième circonscription de Paris Première candidature dans cette circonscription.                                                                                    | 48,74 %   | 72,18 %   | Élue au 2d tour               | [ r 5 ]  |
| Ministre de l'Intérieur                                                                 | Manuel Valls (PS)           | Première circonscription de l'Essonne Député depuis 2002. | 48,60 %   | 65,58 %   | Élu au 2d tour                | [ r 6 ]  |
| Ministre du Travail, de l'Emploi, de la Formation professionnelle et du Dialogue social | Michel Sapin (PS)           | Première circonscription de l'Indre Élu député en 2007 dans cette circonscription, il se présente en tant que suppléant de Jean-Paul Chanteguet pour cette élection. | 46,95 %   | 58,80 %   | Élu au 2d tour                | [ r 7 ]  |
| Ministre de la Culture et de la Communication                                           | Aurélie Filippetti (PS)     | Huitième circonscription de la Moselle Députée depuis 2007. | 43,58 %   | 59,04 %   | Élue au 2d tour               | [ r 8 ]  |
| Ministre de l'Enseignement supérieur et de la Recherche                                 | Geneviève Fioraso (PS)      | Première circonscription de l'Isère Députée depuis 2007. | 38,31 %   | 58,34 %   | Élue au 2d tour               | [ r 9 ]  |
| Ministre de l'Agriculture et de l'Agroalimentaire                                       | Stéphane Le Foll (PS)       | Quatrième circonscription de la Sarthe Troisième candidature dans cette circonscription, battu en 2002 et 2007.                                                      | 46,01 %   | 59,45 %   | Élu au 2d tour                | [ r 10 ] |
| Ministre de la Réforme de l'État, de la Décentralisation et de la Fonction publique     | Marylise Lebranchu (PS)     | Quatrième circonscription du Finistère Élue députée de 1997, puis à partir de 2002.                                                                                  | 48,21 %   | 61,11 %   | Élue au 2d tour               | [ r 11 ] |
| Ministre des Outre-mer                                                                  | Victorin Lurel (PS)         | Quatrième circonscription de la Guadeloupe Député depuis 2002. | 67,23 %   |           | Élu au 1er tour               | [ r 12 ] |
| Ministre des Sports, de la Jeunesse, de l'Éducation populaire et de la Vie associative  | Valérie Fourneyron (PS)     | Première circonscription de la Seine-Maritime Députée depuis 2007.                                                                                                   | 41,50 %   | 57,96 %   | Élue au 2d tour               | [ r 13 ] |
| Ministres délégués                                                                      |                             | |           |           |                               |          |
| Ministre délégué au Budget                                                              | Jérôme Cahuzac (PS)         | Troisième circonscription de Lot-et-Garonne Député de 1997 à 2002, puis à partir de 2007.                                                                            | 46,86 %   | 61,48 %   | Élu au 2d tour                | [ r 14 ] |
| Ministre déléguée à la Réussite éducative                                               | George Pau-Langevin (PS)    | Quinzième circonscription de Paris Députée depuis 2007. | 47,01 %   | 73,50 %   | Élue au 2d tour               | [ r 15 ] |
| Ministre délégué aux Relations avec le Parlement                                        | Alain Vidalies (PS)         | Première circonscription des Landes Député depuis 1988. | 45,57 %   | 59,12 %   | Élu au 2d tour                | [ r 16 ] |
| Ministre déléguée à la Justice                                                          | Delphine Batho (PS)         | Deuxième circonscription des Deux-Sèvres Députée depuis 2007. | 53,18 %   |           | Élue au 1er tour              | [ r 17 ] |
| Ministre délégué à la Ville                                                             | François Lamy (PS)          | Sixième circonscription de l'Essonne Député depuis 1997. | 40,61 %   | 57,77 %   | Élu au 2d tour                | [ r 18 ] |
| Ministre délégué aux Affaires européennes                                               | Bernard Cazeneuve (PS)      | Quatrième circonscription de la Manche Député dans cette circonscription depuis 2007.                                                                                | 55,39 %   |           | Élu au 1er tour               | [ r 19 ] |
| Ministre déléguée aux Personnes âgées et à la Dépendance                                | Michèle Delaunay (PS)       | Deuxième circonscription de la Gironde Députée depuis 2007. | 43,50 %   | 58,44 %   | Élue au 2d tour               | [ r 20 ] |
| Ministre déléguée à l'Artisanat, au Commerce et au Tourisme                             | Sylvia Pinel (PRG)          | Deuxième circonscription de Tarn-et-Garonne Députée depuis 2007. | 42,05 %   | 59,86 %   | Élue au 2d tour               | [ r 21 ] |
| Ministre délégué à l'Économie sociale et solidaire                                      | Benoît Hamon (PS)           | Onzième circonscription des Yvelines Première candidature dans cette circonscription.                                                                                | 45,30 %   | 55,38 %   | Élu au 2d tour                | [ r 22 ] |
| Ministre déléguée aux Personnes handicapées                                             | Marie-Arlette Carlotti (PS) | Cinquième circonscription des Bouches-du-Rhône Première candidature dans cette circonscription.                                                                      | 34,43 %   | 51,81 %   | Élue au 2d tour               | [ r 23 ] |
| Ministre délégué aux Transports et à l'Économie maritime                                | Frédéric Cuvillier (PS)     | Cinquième circonscription du Pas-de-Calais Député depuis 2007. | 50,66 %   |           | Élu au 1er tour               | [ r 24 ] |
| Ministre délégué aux Anciens combattants                                                | Kader Arif (PS)             | Dixième circonscription de la Haute-Garonne Première candidature dans cette circonscription.                                                                         | 30,84 %   | 57,78 %   | Élu au 2d tour                | [ r 25 ] |